# 春日部実景
春日部 実景（かすかべ さねかげ）は鎌倉時代中期の武蔵国の武将。鎌倉幕府の御家人。

## 人物
武蔵国春日部浜川戸を拠点とし、父実平と共に鎌倉幕府に仕えた。『吾妻鏡』に甲斐前司とあることから、かつては甲斐国（現在の山梨県の一部）の国司を務めていたものと思われる。宝治元年（1247年）の幕府内の内乱宝治合戦で宇都宮氏、毛利氏、関氏らと共に三浦氏に味方し敗れ、鎌倉の法華堂で息子の実秀、広実、三郎共々自害した。息子たちが任命されていた美濃国の地頭職は幕府により全て没収された。また『吾妻鏡』の宝治元年6月10日条では、実景の幼児が武蔵国で捕らえられて、鎌倉に送られてきたとの記録が残る。
『吾妻鏡』ではその後、紀伊国から孫の重行が武蔵国に迎え入れられたと記されている。伏見稲荷大社を勧請し春日部浜川戸に春日部稲荷神社を創建した。